# Jacques-Richard Delong
Jacques-Richard Delong est un homme politique français, né le 14 août 1921 à Bourbonne-les-Bains (Haute-Marne) et mort le 15 juillet 2012 à Chaumont (Haute-Marne).

## Biographie
- Député UDR de la Haute-Marne de 1962 à 1981
- Sénateur de la Haute-Marne de 1981 à 2001

Il est signataire de l'« appel des 43 » en faveur d'une candidature de Valéry Giscard d'Estaing à l'élection présidentielle de 1974.

## Distinctions
- Chevalier de la Légion d'Honneur